# Dobrá znamení
Dobrá znamení (anglicky Good Omens) je humoristický fantasy román sepsaný Terrym Pratchettem a Neilem Gaimanem z roku 1990. Představuje parodii na Zjevení svatého Jana, respektive filmy zabývající se touto a podobnou tematikou (např. film The Omen). Hlavními postavami knihy jsou anděl Azirafal a démon Crowley, kteří představují agenty Nebe a Pekla na Zemi. V roli vedlejších postav zde vystupují 4 jezdci z Apokalypsy: Válka, Hlad, Znečištění (Mor podle autorů odešel na odpočinek v roce 1936 po objevení penicilinu) a Smrt (v jejím jednání a vyjadřování se objevují zřetelné reminiscence na Smrtě z Pratchettových zeměplošských děl).
Do češtiny román přeložil Pratchettův „dvorní“ překladatel Jan Kantůrek, v roce 1997 jej vydalo nakladatelství Talpress.
Podle románu vznikl v roce 2019 seriál Good Omens, jehož autorem je přímo Neil Gaiman.